# Lasiurus egregius
Lasiurus egregius é uma espécie de morcego da família Vespertilionidae. Pode ser encontrada no extremo sudeste do Panamá e possivelmente no noroeste da Colômbia, e no sul do Brasil. Poucos espécimes são conhecidos.